# かが屋の鶴の間
かが屋の鶴の間（かがやのつるのま）は、中国放送（RCCラジオ）で2019年1月から放送されているラジオ番組。

## 概要
メンバーが共に中国地方出身のお笑いコンビ・かが屋（マセキ芸能社）がパーソナリティーを務める。加賀が岡山県出身、賀屋が広島県出身であり、番組冒頭で2人が自分の名前を名乗る際も、それぞれの出身県を添えるのが恒例となっている。
番組名は、高級旅館「加賀屋」にあるだろう架空の一室「鶴の間」をイメージしたものであり、自己紹介の際に、賀屋がその旅館の「男女将」として名乗ることもある。その時には、1言目に「今週もよぉ～頑張りんさったねぇ～！」と発言する。また放送回数の単位は「泊目」となっている。
かが屋にとって初の初冠ラジオ特番であり、初のレギュラー番組となる。

## 概歴
2019年
- 1月3日 - 2時間の単発特番として放送。
- 4月26日 - 月に1回のレギュラー番組としてスタート。毎月第4金曜日22時からの2時間の生放送。
- 10月26日 - ライブイベント「此処も鶴の間」を開催。

2020年
- 4月3日 - 時間を30分に短縮し、週に1回放送の収録番組となる。毎週金曜日23時30分より放送。RSKラジオとBSSラジオでの放送が開始。
- 6月26日 - 加賀の体調不良により、急遽賀屋のみで収録した回が放送される。以後加賀の欠席が続き、同年8月11日に正式に加賀の活動休止が発表される。
- 7月3日 - 加賀の抜けた穴を埋めるため、放送作家の白武ときおが番組に参加。コーナーに寄せられたメールの読み上げ係なども務める。
- 9月25日 - この日の放送を最後に、BSSラジオでの放送が終了。

2021年
- 3月5日 - RCCラジオにて生放送を行い、加賀の復帰を報告。
- 3月29日 - KRYラジオでの放送が開始。
- 10月2日 - NBCラジオでの放送が開始。
- 10月4日(3日深夜) - SBSラジオでの放送が開始。

2023年
- 11月3日　- 放送200回を記念し、ゲストに宮下草薙を迎え『宮下草薙の15分』(文化放送)との番組コラボを行った。

## 放送局

### 現在の放送局
- 中国放送（RCC）- 毎週金曜日23:30 - 24:00(土曜0:00)（再放送：毎週土曜19:30 - 20:00）
- RSK山陽放送 - 毎週日曜日20:00 - 20:30[注 2]
- 山口放送（KRY）- 毎週土曜日18:30 - 19:00[注 3]
- 静岡放送（SBS）- 毎週日曜日25:00 - 25:30(月曜1:00 - 1:30)
- 長崎放送（NBC）- 毎週土曜日19:30 - 20:00
- 北海道放送（HBC）- 毎週日曜日18:30 - 19:00[注 4]
- 栃木放送（CRT） - 毎週日曜日21:30 - 22:00（2022年10月 - ）

### 過去の放送局
- 山陰放送（BSS）- 毎週日曜日20:30 - 21:00（2020年4月3日 - 9月27日）

## コーナー

### 現在のコーナー
オープニングコント
前週の「自由律俳句」のコーナー（後述）で採用された句を元に、かが屋がラジオコントを作成し、番組冒頭で披露する。

自由律俳句
加賀の趣味である自由律俳句を、リスナーからも募集。加賀もその場で自作の自由律俳句を披露する。採用されたものの中の一句が、翌週のオープニングコントの原案となる。登場するゲストに合わせ募集内容やコーナー名を変更する場合もある。

賀屋さん、ぼくがいるよ
人からあまり共感を得られない言動・行動がある「キング・オブ・アマチュア」、「素人の最先端」こと賀屋。そんな賀屋にリスナーが周りから困惑されてしまう言動・行動を送ってもらい、寄り添うコーナー。
文末には「賀屋さん、ぼく（わたし）がいるよ」と書くのが定番である。
コーナーBGMには、河口恭吾の「桜」が使われている。

エンディング
ここでメールの宛先の紹介、番組特製"鶴の間キーホルダー"が送られる○○賞の発表（○○は毎週賀屋がほぼ即興で考える）が行われる。2人が最後に名乗った後、再度、男女将が登場し番組を締める。

### 不定期募集、または休止中のコーナー
妄想日記
賀屋の趣味である妄想日記（｢憧れの芸能人とデートした」というような妄想を、日記のように書き綴った文章）を、リスナーからも募集。賀屋もその場で自作の妄想日記を披露する。

リスナーvs賀屋 大喜利
あらかじめ指定されたお題に対し、大喜利の答えを募集。賀屋とリスナーの答えを、名前を伏せた状態で1つずつ披露し、どちらが面白かったかをスタッフが判定。

90秒の ないラジオ
リスナーから架空のラジオ番組の設定を募集し、賀屋がその設定に沿った架空のラジオパーソナリティーになりきって90秒間のフリートークをする。

センス一問一答
リスナーから寄せられたお題に対し、賀屋が即興で「センスの良い返答」を述べる。一問一答形式で計10問答えた後に回答を振り返り、本当にセンスの良い返答だったかを判定する。

1分トーク
賀屋がリスナーからのお題に沿った即興の1分トークを披露。

ハワイ旅行プレゼント企画！賀屋ダービー3連単
リスナーが賀屋に関するランキングをジャンルを設定し、そのランキング上位3つを予想。リスナーの答えと賀屋の答えが一致した場合は、正解者に賀屋の自腹でハワイ旅行をプレゼントする。

アニキ
賀屋が思わず「アニキ」と呼びたくなるような兄貴肌の人物になりきり、リスナーから寄せられた相談や悩みに答える。

リライト
ASIAN KUNG-FU GENERATIONの楽曲「リライト」のように、｢リライトしたい(やり直したい)」と思うような過去のエピソードを募集。

ダッシュのコーナー
賀屋が「FRIDAY」にスクープをされたことに端を発したコーナー。恋人や家族などごく近しい間柄でしか通じないような、取り留めもないルールやお決まりのやりとりを募集する。

ブレインスリープ Presents『加賀の徘徊』
睡眠を研究する企業・ブレインスリープがスポンサーに付いたことで開始。休養後、加賀は散歩が習慣になり毎日1万歩以上も歩いているものの、｢本当は不眠で徘徊しているのではないか」という懸念から、加賀が昼夜を問わずあらゆる場所に出現した目撃談を募集。メールの最後を「加賀さん、ブレインスリープでよく寝てください」とするのがルール。メールを採用されたリスナーの中から毎週1名を選び、ブレインスリープが開発した枕「ブレインスリープピロー」をプレゼントする。

コントのうわさ
かが屋がひた隠しにしているだろうコントに関する噂を募集。採用されたものは、CM明けのジングルとして流れる。

## ゲスト
| 放送日         | 回     | ゲスト                     | 備考 |
| -------------- | ------ | -------------------------- | --- |
| 2019年7月26日  | 第4回  | さらば青春の光             | |
| 2019年12月27日 | 第9回  | 空気階段                   | ｢空気階段の踊り場｣（TBSラジオ）とのコラボ放送。                                                                  |
| 2020年9月18日  | 第37回 | サイトウナオキ（ゾフィー） | 一部のコーナー名と内容を変更。 ｢90分の ないラジオ」→「90分の ないチェだぜ！」 ｢自由律俳句」→「自由律チェだぜ！」 |
| 2020年9月25日  | 第38回 | サイトウナオキ（ゾフィー） | 一部のコーナー名と内容を変更。 ｢90分の ないラジオ」→「90分の ないチェだぜ！」 ｢自由律俳句」→「自由律チェだぜ！」 |
| 2020年10月30日 | 第43回 | EXIT                       | 一部のコーナー名と内容を変更。 ｢自由律俳句」→「チャラ自由律俳句」                                                |
| 2020年11月6日  | 第44回 | EXIT                       | 一部のコーナー名と内容を変更。 ｢自由律俳句」→「チャラ自由律俳句」                                                |
| 2020年12月28日 | 第50回 | ママタルト                 | 一部のコーナー名と内容を変更。 ｢自由律俳句」→「まーごめ自由律俳句」                                              |
| 2020年12月25日 | 第51回 | ママタルト                 | 一部のコーナー名と内容を変更。 ｢自由律俳句」→「まーごめ自由律俳句」                                              |
| 2021年1月1日   | 第52回 | カナメストーン             | |
| 2021年1月8日   | 第53回 | カナメストーン             | |
| 2021年2月12日  | 第58回 | ルシファー吉岡             | |
| 2021年10月1日  | 第91回 | 蓮見翔（ダウ90000）        | |